# Tricyphona fulvicolor
Tricyphona fulvicolor är en tvåvingeart som först beskrevs av Alexander 1945.  Tricyphona fulvicolor ingår i släktet Tricyphona och familjen hårögonharkrankar. Inga underarter finns listade i Catalogue of Life.